# Luowa (sockenhuvudort i Kina, Ningxia Huizu Zizhiqu, lat 36,26, long 106,58)
Luowa är en sockenhuvudort i Kina. Den ligger i den autonoma regionen Ningxia, i den nordvästra delen av landet, omkring 250 kilometer söder om regionhuvudstaden Yinchuan. Antalet invånare är 5 008. Befolkningen består av 2 213 kvinnor och 2 795 män. Barn under 15 år utgör 21,0 %, vuxna 15-64 år 71 %, och äldre över 65 år 6,0 %.
Runt Luowa är det ganska tätbefolkat, med 96 invånare per kvadratkilometer. Närmaste större samhälle är Beiwa, 13,7 km söder om Luowa. Trakten runt Luowa består i huvudsak av gräsmarker.
Genomsnittlig årsnederbörd är 648 millimeter. Den regnigaste månaden är september, med i genomsnitt 151 mm nederbörd, och den torraste är december, med 1 mm nederbörd.